# Justicia acutifolia
Justicia acutifolia är en akantusväxtart som beskrevs av M. Hedrén. Justicia acutifolia ingår i släktet Justicia och familjen akantusväxter. Inga underarter finns listade i Catalogue of Life.